# فضلات حفرية

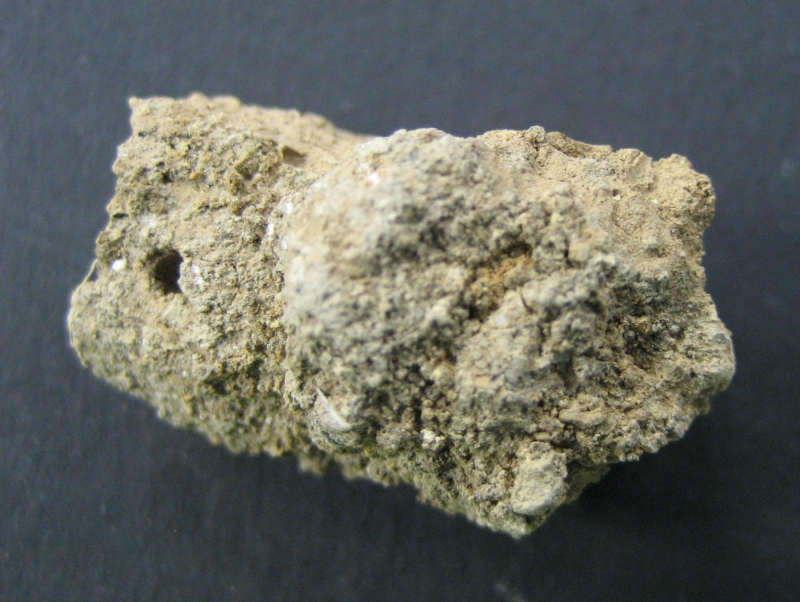

تعبر الفضلات الحفرية (بالإنجليزية البريطانية: Palaeofaeces) عن فضلات الإنسان القديمة، التي غالبًا ما تتواجد كجزء من الحفريات الأثرية أو عمليات المسح. فيمكن العثور على البراز السليم للقدماء في الكهوف حيث المناخ الجاف وفي مواقع معينة أخرى. وتتم دراستها لتحديد الحمية الغذائية الخاصة بالأفراد في ذلك الوقت وصحتهم من خلال تحليل البذور والعظام الصغيرة وبيض الطفيليات الموجود بالداخل. وقد يؤدي البراز إلى معرفة معلومات عن الشخص الذي أخرج هذه المادة وأيضًا معلومات عن المادة نفسها. ويمكن تحليله كيميائيًا أيضًا للوصول إلى معلومات أكثر عمقًا حول الشخص الذي أخرجها. نسبة نجاح استخراج الحمض النووي القابل للتحليل ترتفع جدًا في الفضلات الحفرية، مما يجعلها يمكن الاعتماد عليها بشكلٍ أكبر من الحمض النووي للهيكل العظمي.
ويرجع سبب إمكانية عمل هذا التحليل في جميع الأحوال إلى عدم كفاءة الجهاز الهضمي بالكامل، بمعنى أنه لا يتم تدمير كل ما يمر به. ولا يمكن التعرف على كل المواد الباقية، ولكن يمكن التعرف على بعضها. وتعد هذه المادة بشكلٍ عام أفضل المؤشرات التي يمكن أن يستخدمها علماء الآثار في تحديد الحمية الغذائية قديمًا، حيث لا يوجد في التاريخ الأثري أي شيء آخر يمثل مؤشرًا مباشرًا.
يطلق على عملية حفظ الفضلات بطريقة تجعل من الممكن تحليلها لاحقًا تفاعل ميلارد. ويعمل هذا التفاعل على إنشاء غلاف من السكر يحفظ الفضلات من العناصر التي تؤثر عليها. ومن أجل استخراج وتحليل المعلومات الموجودة بها، يجب على الباحثين بصفة عامة تجميد الفضلات وطحنها حتى تصبح مسحوقًا قابلاً للتحليل.<ref>Divining Diet and Disease From DNA. Erik Stokstad. Science 28 July 2000: 289 (5479), 530-531. [DOI:10.1126/science.289.5479.530]</rf>

## تاريخ
كان أول مثال لاستخدام الباحثين للفضلات الحفرية في جمع المعلومات في منطقة كهف هندز في تكساس من قبل هندريك بولنار وفريقه. ويرجع تاريخ عينات البراز التي تم الحصول عليها إلى أكثر من 2000 عام. ومن خلال العينات، استطاع بولنار جمع عينات الحمض النووي باستخدام طرق التحليل المذكورة أعلاه. ومن خلال بحثه أيضًا وجد بولنار أن الفضلات تعود إلى ثلاثة من سكان أمريكا الأصليين، نظرًا لتشابه الحمض النووي للمتقدرات مع سكان أمريكا الأصليين الموجودين في يومنا هذا. وجد بولنار أيضًا ما يدل على الطعام الذي كانوا يتناولونه من خلال الحمض النووي. فهناك عينات من النبق والجوز والأوكوتيلو والباذنجان والتبغ البري. ولم تكن هناك بقايا مرئية من هذه النباتات يمكن رؤيتها في البراز. بجانب المواد النباتية، كان هناك تسلسل في الحمض النووي الذي ينتمي إلى أنواع من الحيوانات مثل الخراف ذوات القرون الكبيرة والغزلان ذوات القرون ولا يوجد دليل على وجود أي منهما في كهف هندز، مما يشير إلى أنهم قتلوا وتم استهلاكهم في مكانٍ آخر.
كان هذا التحليل الخاص بالحمية الغذائية مفيدًا للغاية. كان من المفترض في السابق أن هذه الفئة من السكان تعيش على القليل من التوت لكونه المصدر الرئيسي للغذاء. ومن خلال الفضلات الحفرية، تم التأكد من عدم صحة هذه الافتراضات، وفي غضون يومين تقريبًا من تحليل الطعام الموجود في عينة البراز، تم وصف من 2 - 4 أنواع من الحيوانات ومن 4 - 8 أنواع من النباتات. لقد كان التنوع الغذائي للإنسان القديم غير عادي.